# Rafael Vaganian
Rafael Artiómovitx Vaganian (també transliterat Vahanyan (en armeni: Ռաֆայել Վահանյան), (en rus: Рафаэль Артёмович Ваганян), Yerevan, 15 d'octubre de 1951) és un jugador d'escacs armeni, conegut pel seu agut estil de joc tàctic, i que té el títol de Gran Mestre des de 1971.
Tot i que roman pràcticament inactiu des de gener de 2012, a la llista d'Elo de la FIDE de febrer de 2015, hi tenia un Elo de 2577 punts, cosa que en feia el jugador número 12 d'Armènia. El seu màxim Elo va ser de 2670 punts, a la llista de gener de 2005 (posició 35 al rànquing mundial).

## Carrera escaquística i resultats destacats en competició
Fou Campió d'Europa juvenil, a Groningen, el 1968/69.
Va assolir el títol de GM el 1971, a la inusual edat de 19 anys, després d'un excel·lent resultat al torneig de Vrnjacka Banja del mateix any, on hi fou primer per davant de Leonid Stein i de Ljubomir Ljubojević. El mateix any, fou quart al Campionat del món júnior (el campió fou Werner Hug). Arran d'aquest resultat decebedor, estava tan molest amb ell mateix que va desafiar en Hug a un matx d'escacs llampec, en un intent de salvar l'orgull. Varen jugar només uns minuts i Vaganian va emergir com el guanyador amb un increïble marcador de 10-0.
El 1974, fou el primer tauler de l'equip soviètic a l'Olimpíada d'estudiants a Teesside, on hi puntuà 10/11 i aconseguí el premi al millor tauler.
El 1984 va ser el cinquè tauler de l'equip soviètic en el Matx URSS vs. Resta del món, en què s'enfrontà a Zoltán Ribli (perdent l'enfrontament particular, per 1½-2½).
El 1988 guanyà la North Sea Cup a Esbjerg. A Odessa 1989, va guanyar el 56è Campionat d'escacs de la Unió Soviètica, coincidint amb el seu 38è aniversari. En edicions anteriors, havia assolit un tercer lloc a Leningrad 1974 i a Moscow 1983, i un segon lloc a Yerevan el 1975.
Arribà dos cops al Cicle de Candidats, essent-ne eliminat contra Andrei Sokolov el 1986 (+0, =4, -4), i contra Lajos Portisch el 1988 (+0, =5, -1).
Amb un caràcter alegre, ha estat molt popular al circuit de mestres, on el seu rècord de victòries en torneig és excepcional i inclou victòries a Kragujevac 1974, São Paulo 1977, Kirovakan 1978, Las Palmas 1979, Manila 1981, Hastings 1982/83, Interzonal de Biel 1985, Leningrad 1987, Toronto 1990 i Ter Apel 1992. A Moscou 1982 i Tallinn 1983, hi empatà al primer lloc amb Mikhaïl Tal i a Naestved 1985 amb Walter Browne i Bent Larsen. Va guanyar dos cops el Torneig d'escacs de Reggio Emilia: la 35a edició 1992/93 i la 37a edició 1994/95.
Ha guanyat més de trenta torneigs de primera línia en total. El 2004, va vèncer ex aequo l'Aeroflot Open de Moscou, empatat amb Serguei Rublevski i Valerij Filippov. El gener de 2005, el seu Elo va pujar fins a 2670, tornant-lo breument al top 50 mundial, malgrat que ja passava la cinquantena. A finals d'any, va participar en la Copa del món de 2005 a Khanti-Mansisk, un torneig classificatori per al cicle del Campionat del món de 2007, on tingué una mala actuació i fou eliminat en primera ronda per Robert Kempinski.

### Participació en competicions per equips
Al llarg dels anys, també ha guanyat diverses medalles en competicions per equips, representant a la Unió Soviètica i després a Armènia en les Olimpíades d'escacs i Campionats d'Europa per equips. Va formar part de l'equip armeni que va guanyar la medalla de bronze a l'Olimpíada de 2004 celebrada a Calvià. Al mateix torneig, hi obtingué la medalla d'or individual per la seva actuació al tercer tauler armeni.
Ha participat en cinc ocasions al Campionat del món d'escacs per equips, dos cops representant l'URSS, (1985 i 1989, ambdós cops medalla d'or per equips), i tres cops representant Armènia (1997, 2001, i 2005, els tres cops medalla de bronze per equips).

## Estil de joc
El 1985, Aleksei Suetin el va descriure com un jugador amb grans dots naturals. Després d'haver jugat amb ell diverses vegades, havia notat la gran intuïció de l'armeni - "Ell té una gran sensibilitat per percebre la dinàmica d'una batalla d'escacs i sap com intensificar el joc en el moment adequat. No sempre calcula variants a fons, confiant en el seu instint d'escacs natural. Sobre les volàtils idees de Vaganian sobre el tauler d'escacs, va afegir: "... El sentiment de por o incertesa és desconegut per a ell. És un optimista perpetu, ple d'intencions ambicioses en cada etapa de cada joc, amb un temperament explosiu ..."

## Partides notables
- Vaganian vs Kupreichik Campionat de la Unió Soviètica, Leningrad 1974
- Vaganian vs Forintos Moscou, 1975
- Vaganian vs Adams Matx "Amics d'Armènia vs Resta del món", 2004
- Lautier vs Vaganian Aeroflot Open, 2004